# 港運城

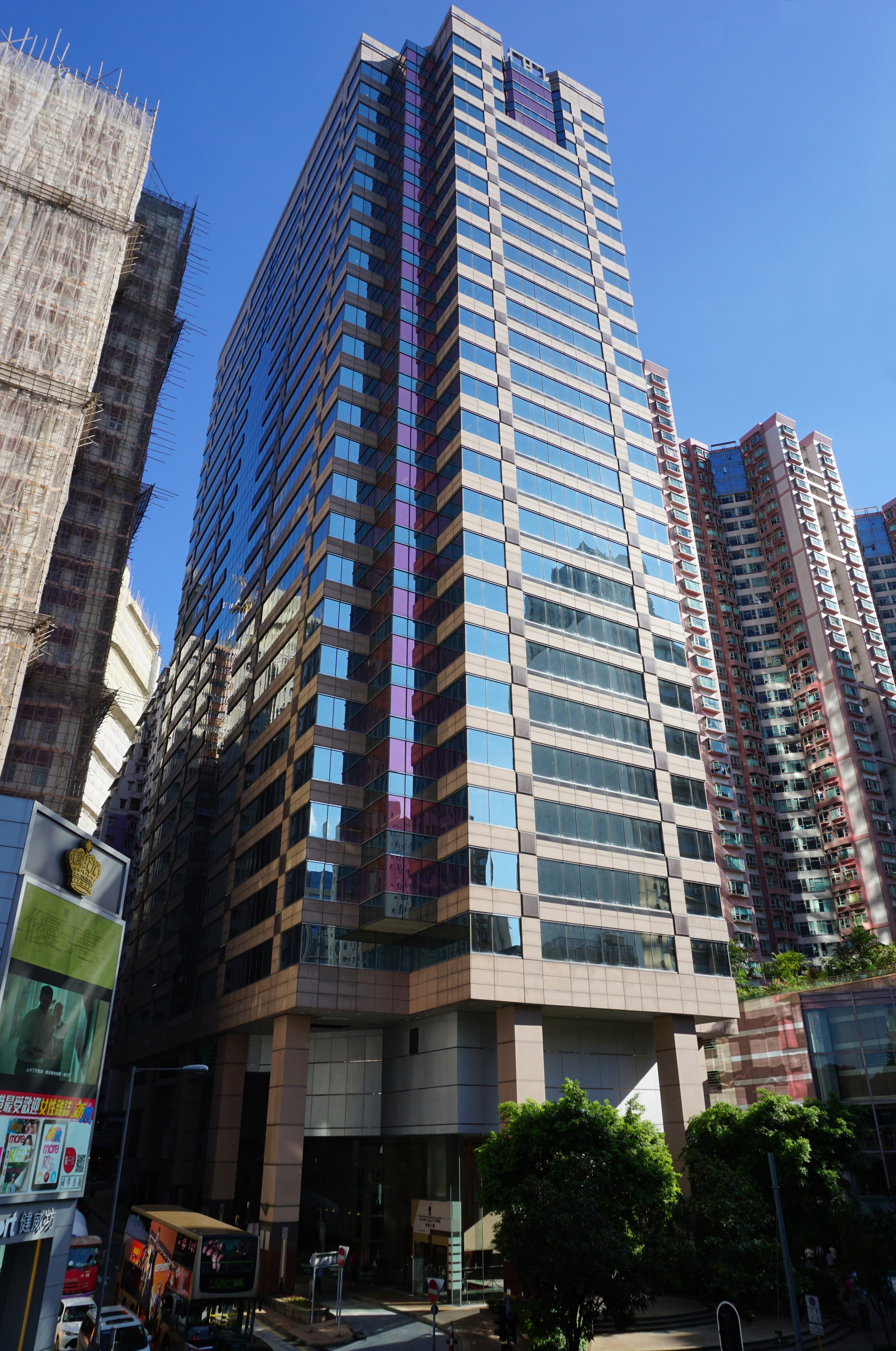
港運大廈

港運城（英語：Island Place）是一個位於香港東區北角丹拿道51-61號的私人屋苑，由太古地產及中華巴士共同發展、金門建築負責承建，此物業的前身為中華巴士北角車廠及總辦事處。
港運城於1996年（住宅）至1997年（商場及寫字樓）落成，住宅部分由3座樓宇組成，共有784個單位，單位面積由597至1,018平方呎。設施包括室外游泳池、園藝花園及遊樂設施。另外設有購物商場——成坤廣場 （N.S.K. Centre） （其名稱以紀念中巴創辦人顏成坤），位於物業的基座。還有一座位於成坤廣場旁的商業大廈港運大廈，是太古地產唯一作出售用途的商業大廈。
現時整個屋苑的管理服務，由港運城物業管理負責。
2013年1月14日，英資基金AEW以呎價8,600元沽出北角港運大廈中低層共3層樓面，涉及總樓面約6萬平方呎，總成交價約5.16億元。AEW基金於2010及2011年分階段購入3層樓面，平均呎價由6,750元及7,000元，若最終以約5.16億元易手，估計可獲利約1.06億元。
2010年1月潘樂陶或有關人士以2.35億購入港運大廈12及13樓全層，面積40,380方呎，2025年1月以4.4億出售給英基學校協會，作為協會的全新總部

## 商場
商場樓高四層。地庫原設有美食廣場，佔約半層樓面，已於2017年8月1日結業，原址現由百佳超級市場旗下TASTE租用。

## 中巴持有部分
屬港運城發展商之一的中巴，至今仍持有其中7伙住宅及4層寫字樓作收租之用。隨著中巴柴灣車廠亦於2020年重建為住宅，其總部亦已遷往港運大廈。
中巴亦曾經營一條來往港運城和北角政府合署的非專利巴士路線，然而此路線已於2015年7月1日起取消服務，象徵中巴完全結束所有巴士業務。

## 圖集

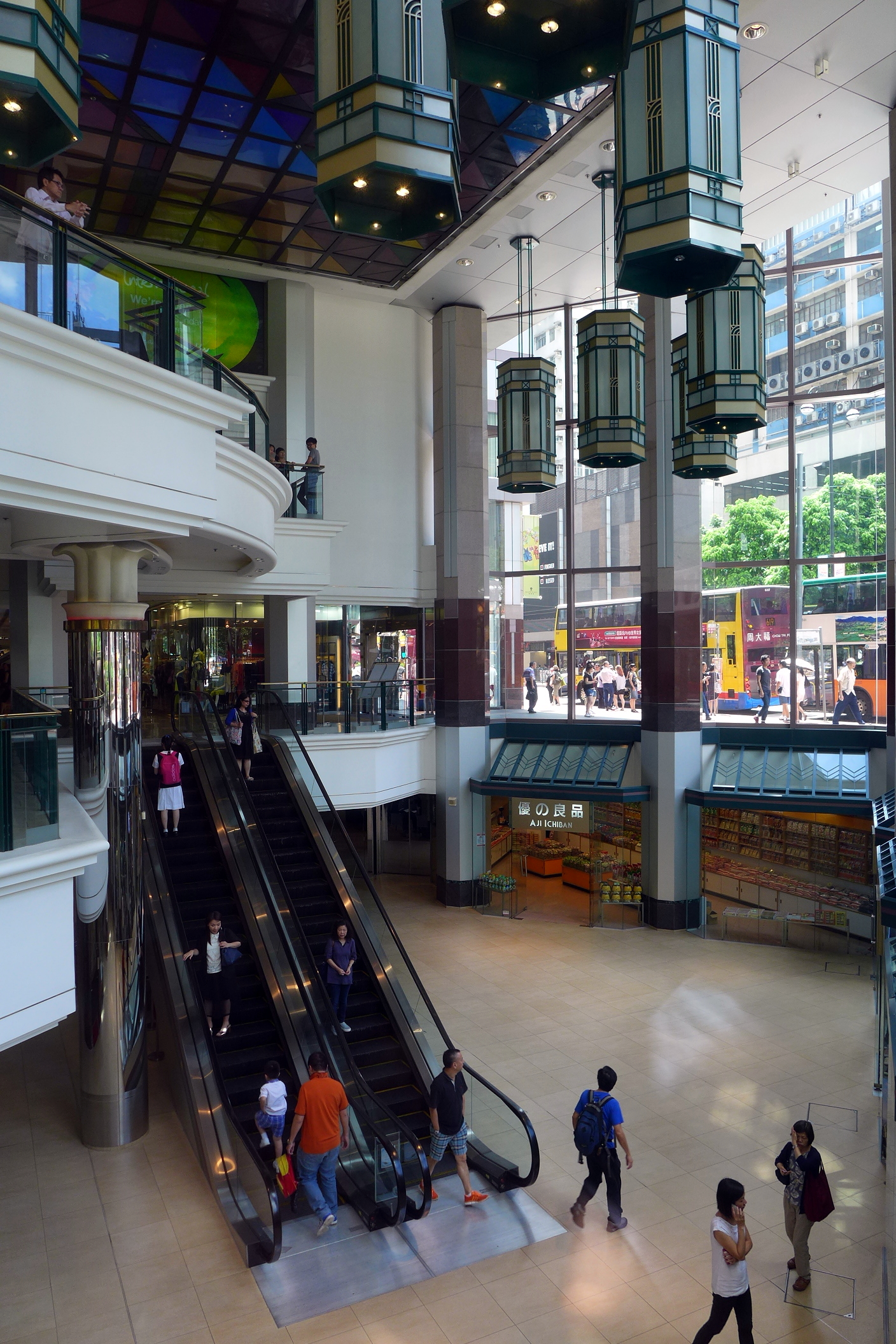
商場中庭
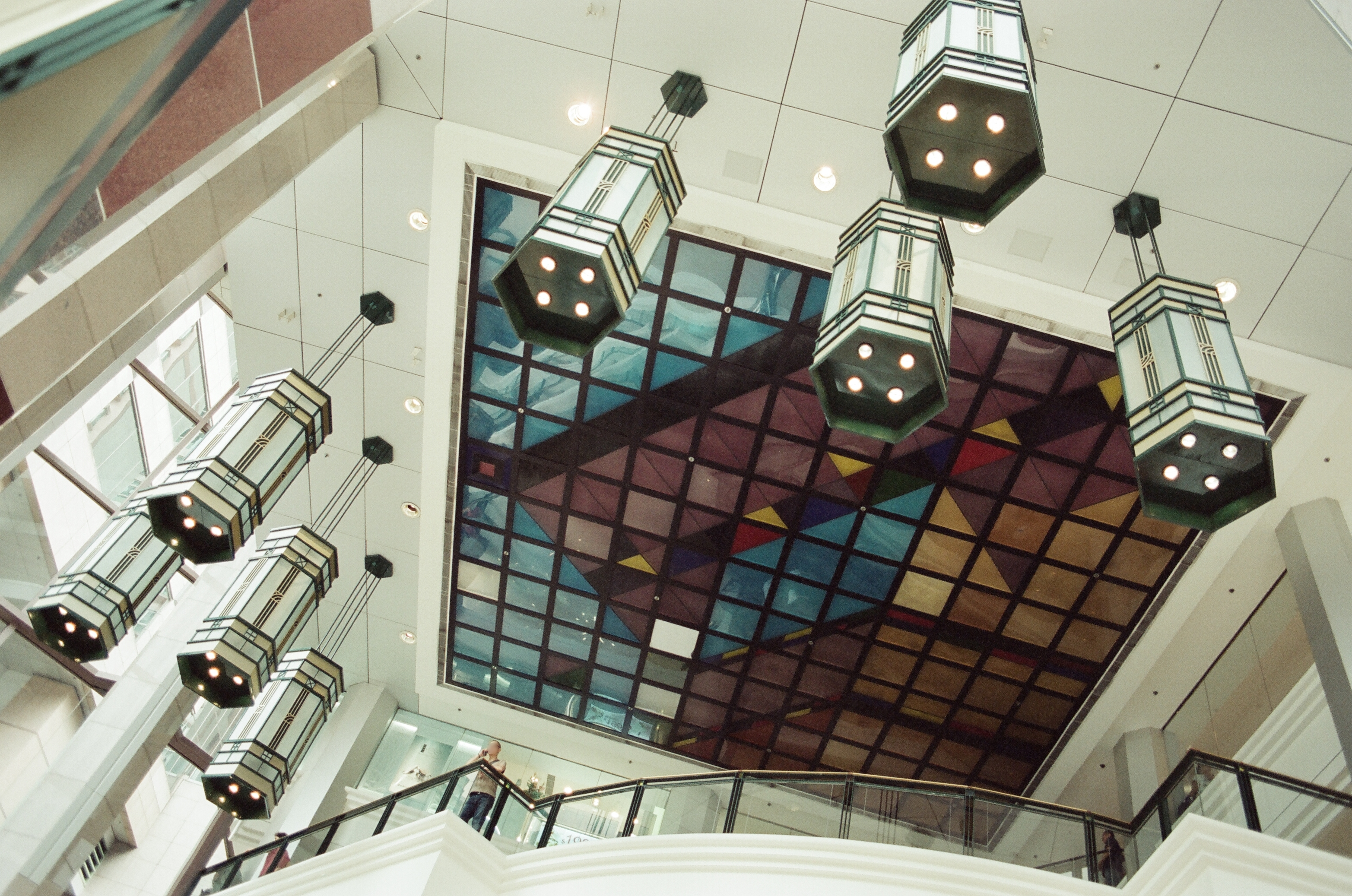
商場中庭內特色天花板與裝飾
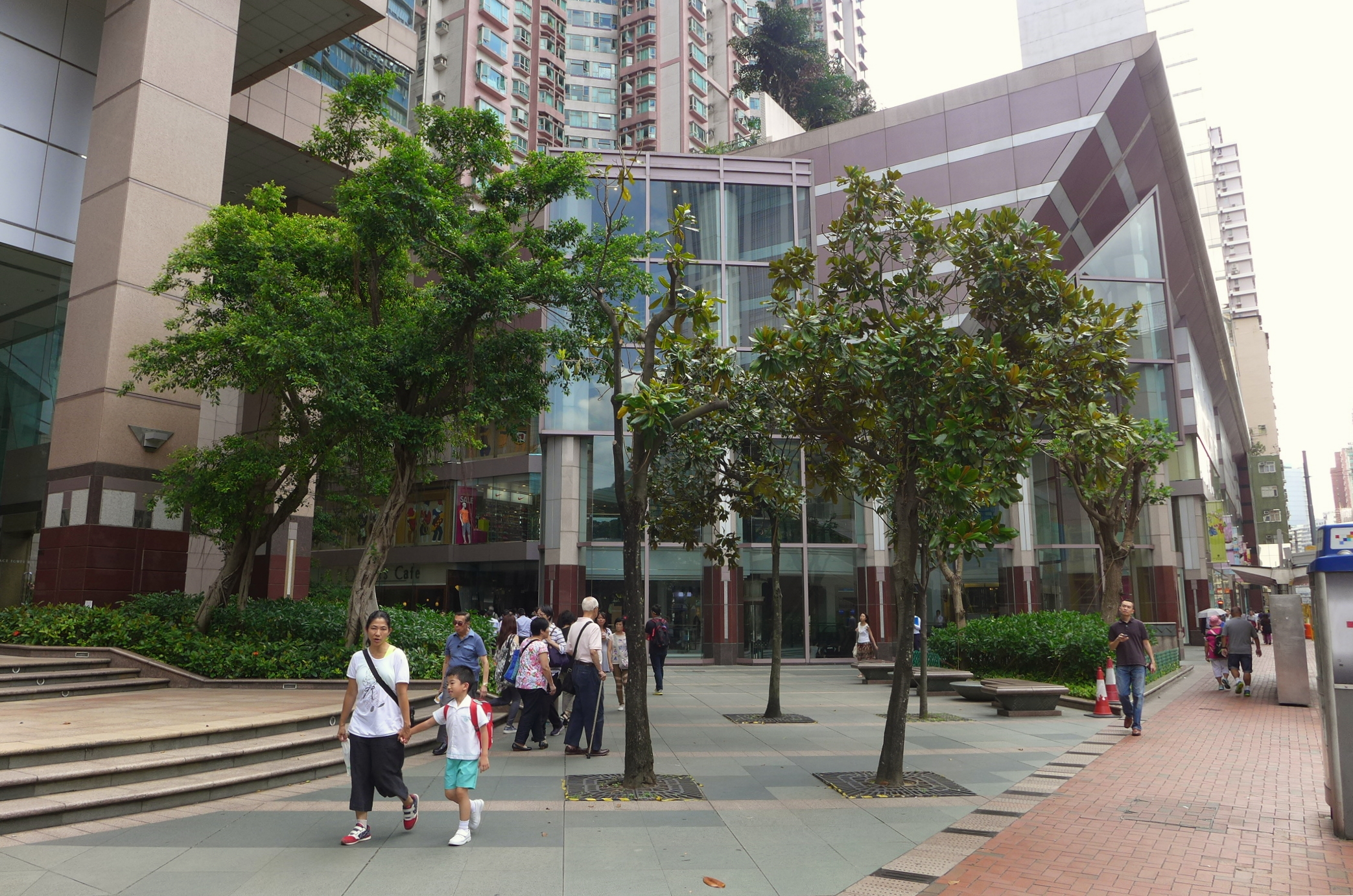
港運城在英皇道入口
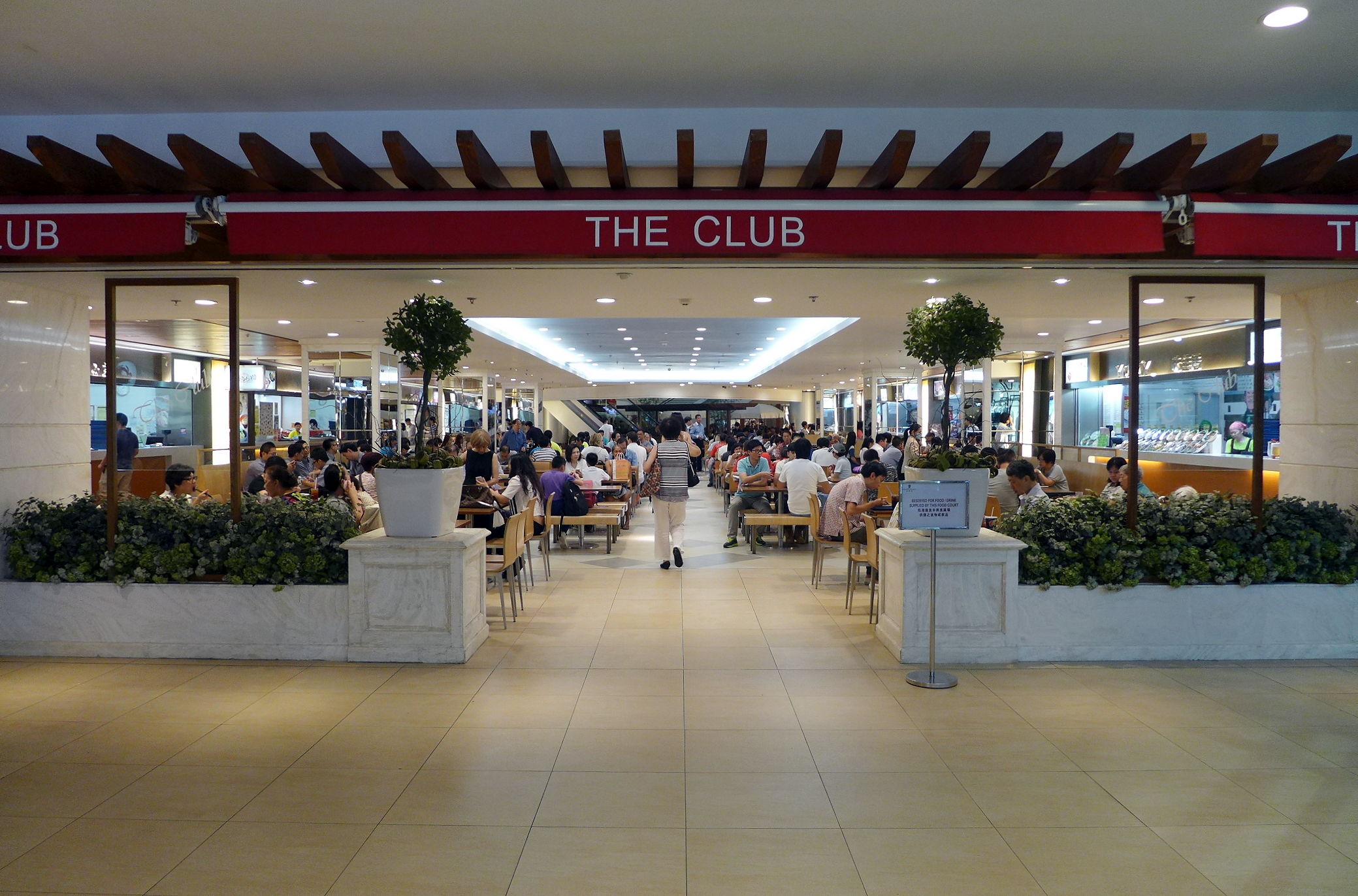
港運城地庫設美食廣場「The Club」，已於2017年8月1日結業
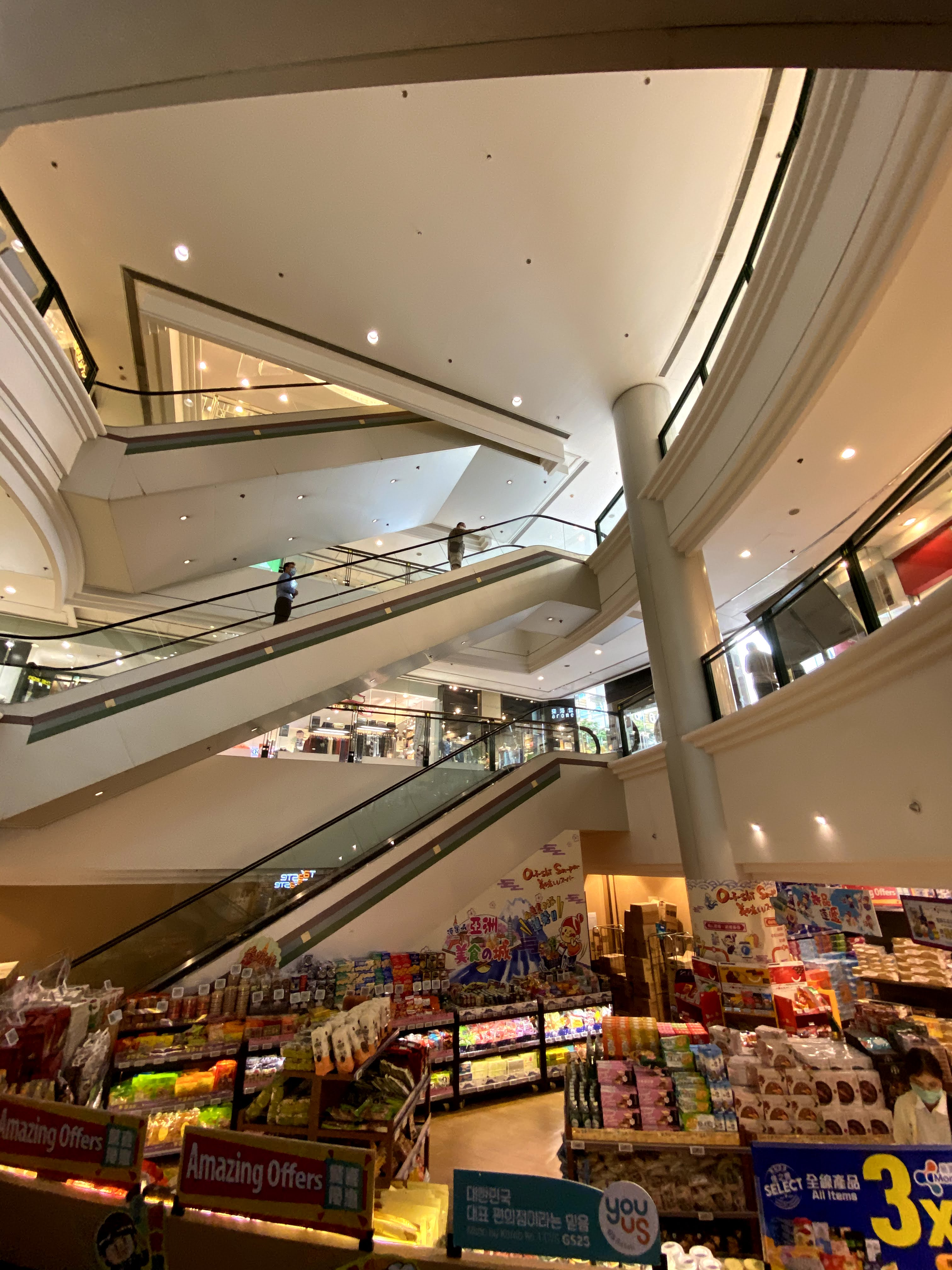
港運城地庫Taste超級市場
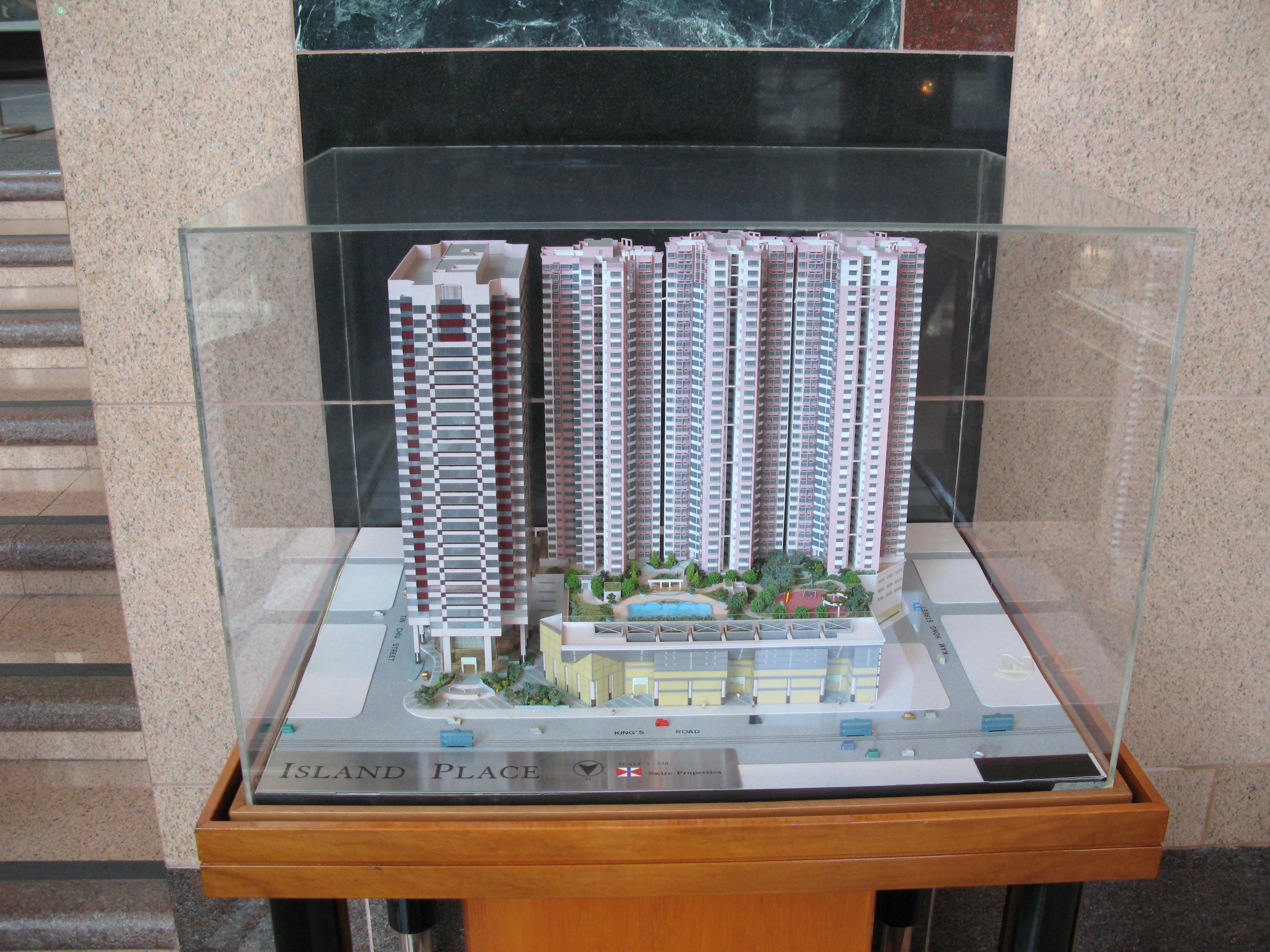
整個港運城發展項目的模型。